# (34606) 2000 UT
2000 UT (asteroide 34606) é um asteroide da cintura principal. Possui uma excentricidade de 0.03344340 e uma inclinação de 3.01349º.
Este asteroide foi descoberto no dia 21 de outubro de 2000 por Korado Korlević em Visnjan.